# Lingula (geslacht)
Lingula is een geslacht van brachiopoden. Het geldt als een typisch voorbeeld van een levend fossiel. Ecologisch neemt Lingula een unieke positie in doordat het zich heeft aangepast aan het leven in brak water. Andere filtervoeders, in het bijzonder tweekleppigen en andere brachiopoden, leven alleen in zout water.
Lingula behoort tot een aparte, primitieve groep van brachiopoden, de zogenaamde ongearticuleerde brachiopoden. Dit betekent dat de twee schelpen slechts door spieren geopend en gesloten worden. Bij andere brachiopoden, en ook bij tweekleppigen, zorgen tanden en groeven aan de randen van de schelpen voor een betere sluiting.

## Anatomie en morfologie

### Schelp
Een schelp omsluit de organen en andere interne delen van het lichaam, behalve een lange, vlezige stengel (of steel) die zich uitstrekt vanaf het staart (of achterste) uiteinde van de schelp. Deze schelp heeft twee bijna identieke bruine of bronzen kleppen, die vaak groenachtig of blauwgroen zijn. Deze worden bij elkaar gehouden door spieren ertussen. De kleppen worden afgescheiden door twee mantelplooien, één aan de dorsale en één aan de ventrale zijde van het lichaam. De kleppen zijn samengesteld uit chitine, eiwit en calciumfosfaat en bestaan uit ongeveer vijftig procent organisch materiaal. Het buitenoppervlak is bedekt met een dunne glanzende laag eiwit genaamd periostracum. Het hoge organische gehalte van de schaal maakt deze ietwat zacht en flexibel. Deze kleppen bevinden zich op de dorsale en ventrale oppervlakken van het dier. Het voorste (of voorste) uiteinde van de schaal heeft een vierkante (of afgeknotte) vorm en het achterste uiteinde loopt taps toe naar een punt waar de stengel tevoorschijn komt. Dit punt (apex genoemd) is het vroegste deel van de klep. De schelp van het jonge dier blijft ongeveer hetzelfde, voegt veel materiaal toe aan de voorkant en minder aan de zijkanten. Veel groeilijnen zijn zichtbaar, parallel aan de marges van de schaal. De kleppen worden aan de voorkant iets breder en vormen een smalle opening (of opening), waardoor water aan de zijkanten en uit het midden wordt gepompt. De ventrale klep is iets langer en iets meer bol. De marge van de kleppen wordt omzoomd door chitineuze geelbruine haren (of chaetae), kort aan de zijkant van de kleppen, maar veel langer aan de voorkant waar ze helpen om de toegang van de lichaamsholte tot het buitenwater open te houden. In de dood is de opening gesloten en kunnen de borstels afwezig of kort zijn omdat ze broos en donkerder van kleur worden als ze droog zijn.

### Stengel
De stengel (of pedikel) is een lange witte verlenging van het lichaam, die aan de top uit tussen de kleppen tevoorschijn komt en niet, zoals bij articulaire brachiopoda, uit een speciale opening in de dorsale klep. Aan de achterkant, die het diepst in de zeebodem is, scheidt de huid (of epitheel) een lijmachtig slijm af dat zich bindt aan de deeltjes van het substraat, waardoor het dier tijdelijk wordt verankerd. De zeer dikke huid (opperhuid) bestaat niet uit cellen en is ondoorzichtig en wordt uitgescheiden door een zeer dunne witte opperhuid, die door een zeer dunne laag bindweefsel aan de binnenkant van de witte spier is bevestigd. De spiervezels zijn bevestigd aan het bindweefsel en zijn gewonden zoals helixen. In het midden van de spier loopt een onopvallende buisvormige opening over de gehele lengte, die een verlenging is van en in open verbinding met de lichaamsholte in de schaal. Het is bekleed met een laag van één cel dik mesothelium.

### Inwendige organen
Eierstokken hebben een fijne textuur en een bruin tot oranje kleur. Mannelijke geslachtsklieren zijn grofkorrelig en romig wit.

### Voortplanting
Soorten zoals Lingula anatina hebben een broedseizoen dat zich uitstrekt van zomer tot herfst en broeden jaarlijks. Hun larven zijn planktonisch.

## Levende fossielen
Lingula wordt al lang beschouwd als een voorbeeld van een levend fossiel. In feite heeft de waargenomen levensduur van dit geslacht ertoe geleid dat Charles Darwin dit concept heeft verzilverd. Deze levende fossiele status wordt nu als ongerechtvaardigd beschouwd. Deze status is alleen gebaseerd op de vorm van de schelp en er is aangetoond dat deze vorm overeenkomt met een gravende levensstijl, die voorkomt in verschillende brachiopoden-lijnen, met verschillende en evoluerende interne structuren.

## Taxonomie
Het geslacht Lingula werd in 1791 gecreëerd door Jean Guillaume Bruguière. George Shaw beschrijft Mytilus rostrum in 1798, maar deze soort werd later toegewezen aan Lingula. In 1801 beschreef Jean-Baptiste de Lamarck L. anatina, zijn typesoort.

## Mogelijke etymologieën
Lingula is waarschijnlijk afgeleid van het Latijnse woord voor tong 'lingua' en een verkleinend achtervoegsel -ula, zo kleine tong. Als alternatief kan het direct worden afgeleid van het Latijnse woord voor lepel (Lingula). De oorsprong van het epitheton anatina is niet bekend, maar in het Latijn betekent 'anatina' 'behorend tot de eend', mogelijk vanwege de gelijkenis met een eendenbek. Een andere mogelijke afleiding zou kunnen zijn van de Franse anatife ('ganzenmosselen'), vanwege zijn gelijkenis.

## Fossielen
Lingula is een uiterst oud geslacht. Fossielen die tot het geslacht Lingula worden gerekend zijn bekend van het Siluur, meer dan 400 miljoen jaar geleden. Ook uit het Ordovicium en zelfs het Cambrium zijn vergelijkbare vormen gevonden; omdat daar geen zachte delen van bekend zijn, is het echter onduidelijk of deze tot hetzelfde geslacht moeten worden gerekend. Geen ander dierengeslacht met levende vertegenwoordigers is van zo lang geleden bekend.

## Soorten
- Lingula adamsi Dall, 1873
- Lingula anatina Lamarck, 1801
- Lingula parva Smith, 1871
- Lingula reevii Davidson, 1880
- Lingula rostrum (Shaw, 1798)
- Lingula translucida Dall, 1921
- Lingula tumidula Reeve, 1841

## Opnieuw toegewezen soorten
- L. albida = Glottidia albida
- L. alveolata = †Dignomia alveolata
- L. attenuata = †Palaeoglossa attenuata
- L. audebarti = Glottidia audebarti
- L. criei = †Tomasina criei
- L. davisii = †Lingulella davisii
- L. imbituvensis = †Langella imbituvensis
- L. lesueuri = †Ectenoglossa lesueuri
- L. nebrascensis = †Trigonoglossa nebrascensis
- L. pinnaformis = †Lingulepis pinnaformis
- L. plumbea = †Monobilina plumbea
- L. polita = †Dicellomus polita
- L. semen = Glottidia semen
- L. subspatulata = †Barroisella campbelli
- L. williamsana = †Lingulipora williamsana